# Acton Town
Acton Town – stacja metra londyńskiego, w dzielnicy Acton, borough Ealing. Obsługuje linie Piccadilly oraz District. Stacja leży przy skrzyżowaniu ulic Gunnersbury Lane i Bollo Lane, znajduje się w trzeciej strefie biletowej.

## Ulokowanie i znaczenie stacji
Stacja jest ważnym węzłem, ponieważ tutaj następuje rozwidlenie linii Piccadilly na nitkę jadącą w stronę lotniska Heathrow oraz Uxbridge. Od strony wschodniej sąsiednią stacją jest Turnham Green, przy której pociągi Piccadilly zatrzymują się jedynie rano i wieczorem, a następnie jadą wprost do stacji Hammersmith nie zatrzymując się na stacjach pośrednich. Linia District obsługuje wszystkie stacje. Od strony zachodniej pociągi District line zatrzymują się na stacji Ealing Common oraz na stacji końcowej Ealing Broadway, gdzie pasażerowie mogą przesiąść się do linii Central oraz National Rail. Następna zachodnia stacja nitki Heathrow linii Piccadilly to South Ealing, natomiast nitki Uxbridge – Ealing Common.

## Historia
Stacja Acton Town została otwarta 1 lipca 1879 przez Metropolitan District Railway (obecnie District Line) pod nazwą Mill Hill Park, jako stacja pośrednia między Turnham Green a Ealing Broadway. 1 maja 1883 koleje otworzyły połączenie z Acton Town do Hounslow Town, które później rozwinęło się w nitkę do Heathrow.
23 czerwca 1903 roku Metropolitan District Railway otworzyło nowe naziemne połączenie do Park Royal & Twyford Abbey, na którym po raz pierwszy użyto trakcji elektrycznej zamiast zasilania parowego. Istniejące podziemne linie (City and South London Railway, Waterloo and City Railway oraz Central London Railway) były zawsze obsługiwane przez trakcję elektryczną. Połączenia do Hounslow i do centrum Londynu zostały zelektryfikowane odpowiednio 13 czerwca 1905 oraz 1 lipca 1905 roku.
Również 13 czerwca 1905 otwarto krótkie połączenie z South Acton. W 1910 roku nastąpił generalny remont stacji, zakończony zmianą nazwy na obecną 1 marca.
W latach 1931 i 1932 stacja została przebudowana, aby nitkę do Uxbridge mogła przejąć linia Piccadilly. Nowa architektura została zaprojektowana przez Charlesa Holdena w europejskim stylu z użyciem cegieł, zbrojonego betonu i szkła.
4 lipca 1932 roku linia Piccadilly została rozszerzona na zachód z Hammersmith do Ealing Common, a następnie do South Harrow. Na odcinku między Ealing Common a South Harrow linia District została całkowicie zastąpiona linią Piccadilly, przez co pociągi District jeździły tylko do Hounslow West oraz do Ealing Broadway. Rok później wydłużono linię Piccadilly także na odcinku z Acton Town przez Northfields do Hounslow West. W późniejszych latach wydłużono nitkę do lotniska Heathrow.
Krótki odcinek z Acton Town do South Acton został zamknięty w 1959 w związku z małą liczbą pasażerów. W tym samym czasie rozebrano tory i  peron dla tej nitki.

## Galeria

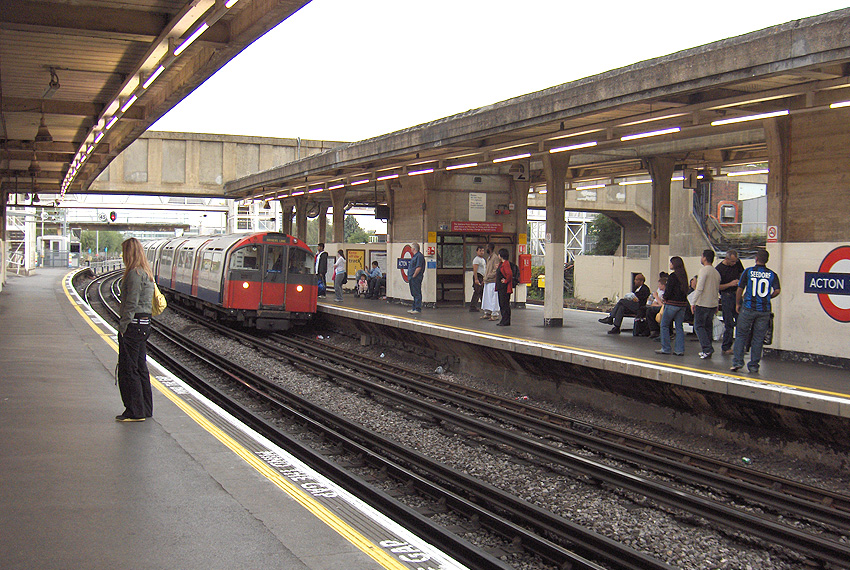
Perony stacji, pociąg linii Piccadilly odjeżdża w kierunku zachodnim
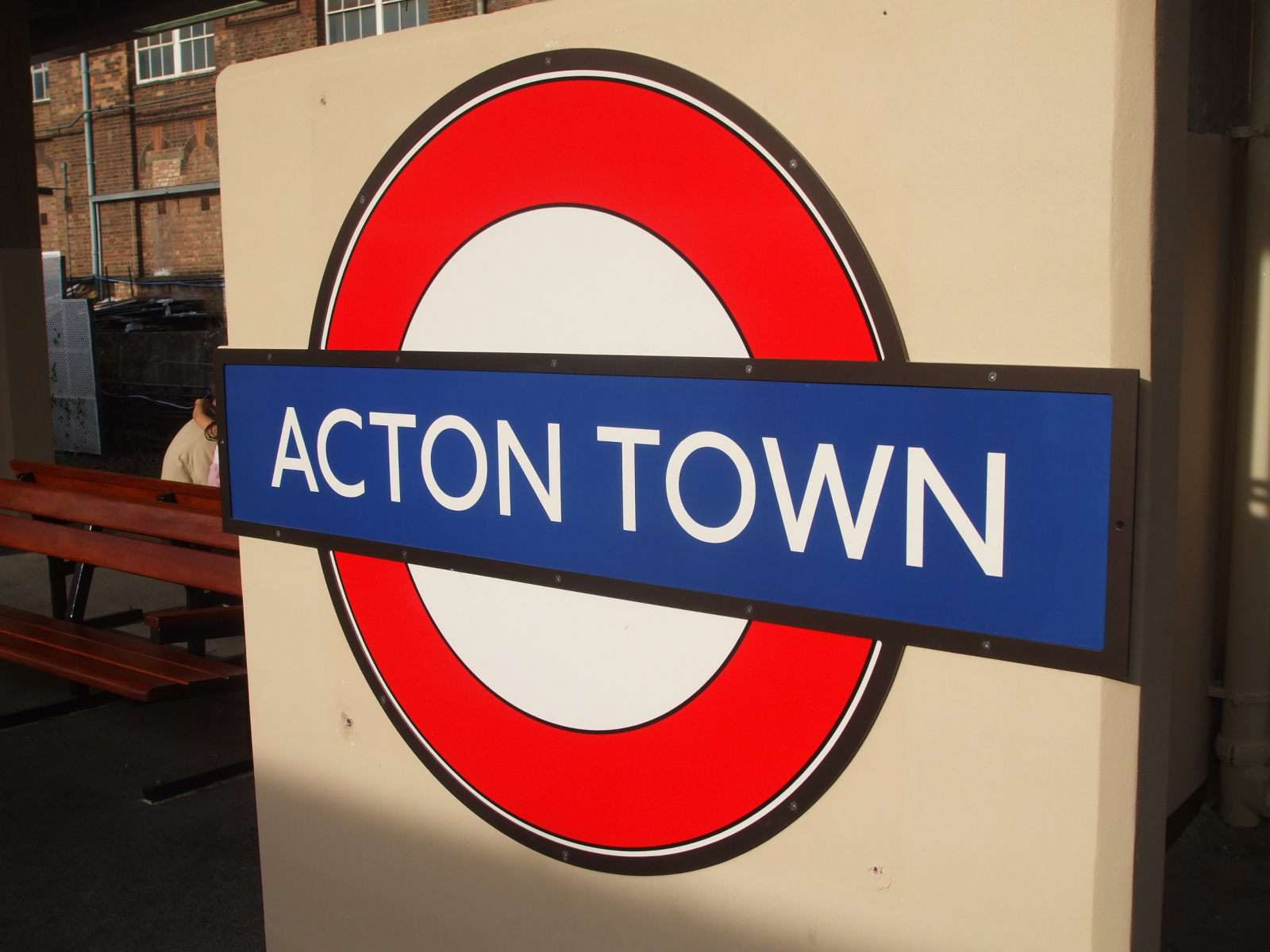
Znak metra londyńskiego z nazwą stacji.
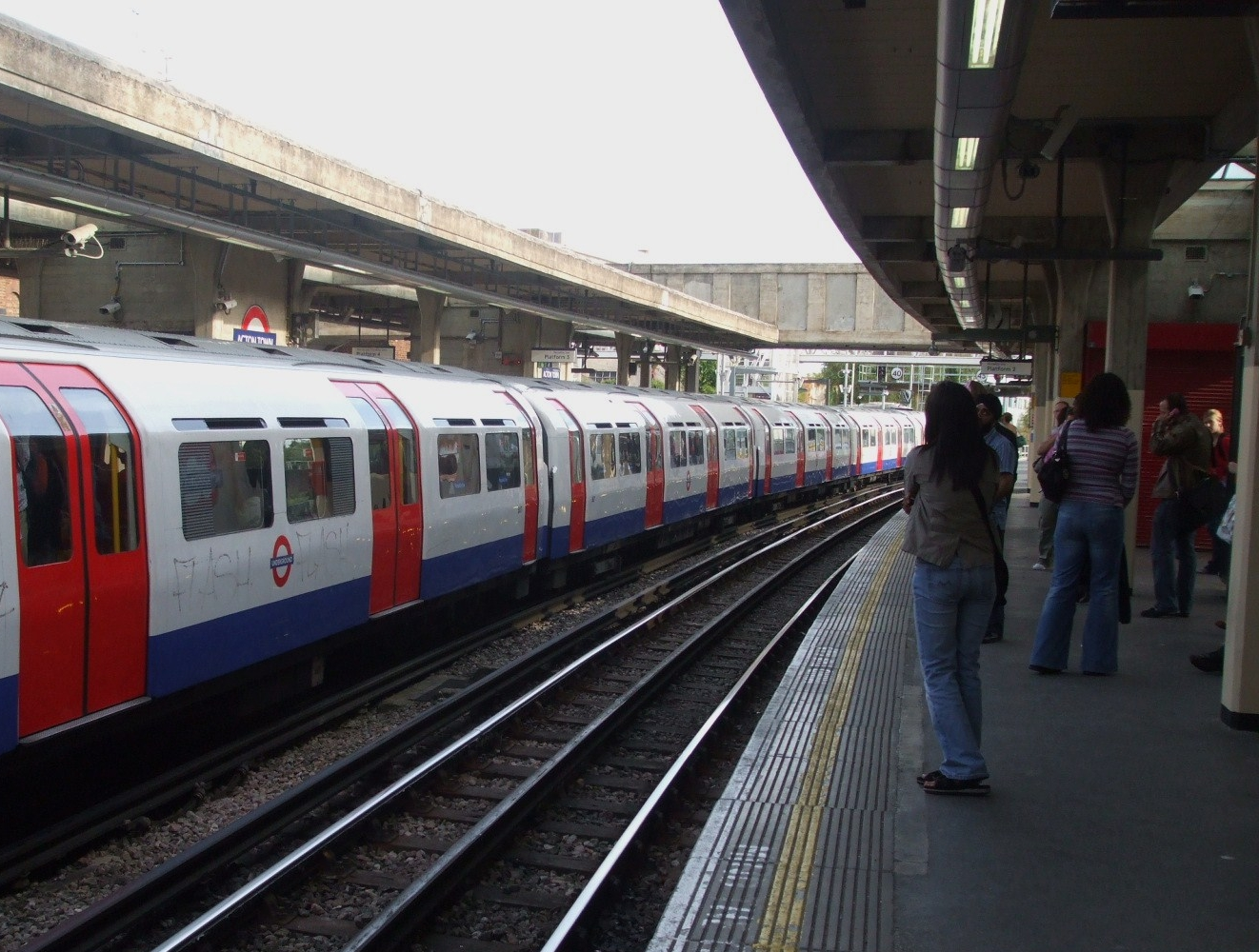
Pociąg Piccadilly stoi na stacji.